# Silmiougou-Yarcé
Pour les articles homonymes, voir Silmiougou.
Ne doit pas être confondu avec Silmiougou-Boumdoundi ou Silmiougou-Peulh.
Silmiougou-Yarcé est une localité située dans le département de Yargo de la province du Kouritenga dans la région Centre-Est au Burkina Faso.

## Santé et éducation
Le centre de soins le plus proche de Silmiougou-Yarcé est le centre de santé et de promotion sociale (CSPS) de Yargo tandis que le centre médical avec antenne chirurgicale (CMA) se trouve à Koupéla.
Le village possède une école primaire publique.